# Брукніл (Вірджинія)
Брукніл (англ. Brookneal) — місто (англ. town) в США, в окрузі Кемпбелл штату Вірджинія. Населення — 1090 осіб (2020).

## Географія
Брукніл розташований за координатами 37°3′6″ пн. ш. 78°57′6″ зх. д. / 37.05167° пн. ш. 78.95167° зх. д. (37.051776, -78.951570).  За даними Бюро перепису населення США в 2010 році місто мало площу 9,41 км², з яких 9,10 км² — суходіл та 0,31 км² — водойми.

## Демографія
Згідно з переписом 2010 року, у місті мешкало 1112 осіб у 463 домогосподарствах у складі 290 родин. Густота населення становила 118 осіб/км².  Було 567 помешкань (60/км²).
Расовий склад населення:
| - 62,1 % — білих - 36,3 % — чорних або афроамериканців - 0,2 % — корінних американців |

До двох чи більше рас належало 0,9 %. Частка іспаномовних становила 1,0 % від усіх жителів.
За віковим діапазоном населення розподілялося таким чином: 21,3 % — особи молодші 18 років, 58,1 % — особи у віці 18—64 років, 20,6 % — особи у віці 65 років та старші. Медіана віку мешканця становила 45,3 року. На 100 осіб жіночої статі у місті припадало 78,8 чоловіків;  на 100 жінок у віці від 18 років та старших — 77,8 чоловіків також старших 18 років.
Середній дохід на одне домашнє господарство  становив 39 451 долар США (медіана — 29 028), а середній дохід на одну сім'ю — 46 222 долари (медіана — 41 458). За межею бідності перебувало 19,7 % осіб, у тому числі 10,1 % дітей у віці до 18 років та 21,9 % осіб у віці 65 років та старших.
Цивільне працевлаштоване населення становило 432 особи. Основні галузі зайнятості: виробництво — 24,8 %, освіта, охорона здоров'я та соціальна допомога — 23,4 %, роздрібна торгівля — 13,4 %, транспорт — 10,2 %.